# 糙皮斷線肖鱸
糙皮斷線肖鱸為輻鰭魚綱鱸形目鱸亞目真鱸科的一種，為亞熱帶淡水魚，分布於澳洲奧爾巴尼區域與摩爾河流域，體長可達15公分，棲息在有沉積物、礫石及水生植物生長的沿岸溪流、湖泊、沼澤及水塘底層水域，以甲殼類、腹足類、魚類等為食，繁殖期在8-9月，會進行洄游，生活習性不明。